# Cereus horrispinus
Cereus horrispinus är en kaktusväxtart som beskrevs av Curt Backeberg. Cereus horrispinus ingår i släktet Cereus och familjen kaktusväxter. Inga underarter finns listade i Catalogue of Life.